# Microphysogobio yunnanensis
Microphysogobio yunnanensis är en fiskart som först beskrevs av Yao och Yang, 1977.  Microphysogobio yunnanensis ingår i släktet Microphysogobio och familjen karpfiskar. IUCN kategoriserar arten globalt som otillräckligt studerad. Inga underarter finns listade i Catalogue of Life.